# Barcs
Barcs je mesto v Šomodski županiji na Madžarskem. Leži ob reki Dravi blizu madžarsko-hrvaške meje. Po popisu iz leta 2001 ima 12.237 prebivalcev.